# Dynamo Czeskie Budziejowice
Dynamo Czeskie Budziejowice (czes. Dynamo České Budějovice)– czeski klub piłkarski z Czeskich Budziejowic.

## Historia

### Chronologia nazw
- 1899: Sportovní kroužek (SK) České Budějovice
- 1903: Sportovní klub (SK) Slavia České Budějovice
- 1905: Sportovní klub (SK) České Budějovice
- 1949: Tělovýchovná jednota (TJ) Sokol Jihočeské elektrárny (JČE) České Budějovice
- 1951: Tělovýchovná jednota (TJ) Slavia České Budějovice
- 1953: Dobrovolná sportovní organizace (DSO) Dynamo České Budějovice
- 1958: Tělovýchovná jednota (TJ) Dynamo České Budějovice
- 1991: Sportovní klub (SK) Dynamo České Budějovice
- 1992: Sportovní klub (SK) České Budějovice Jihočeská energetická (JČE) a.s
- 1999: Sportovní klub (SK) České Budějovice a.s.
- 2004: Sportovní klub (SK) Dynamo České Budějovice a.s.

## Sukcesy
- II liga:
  - mistrzostwo (2): 2001/2002, 2013/2014
  - wicemistrzostwo (2): 1998/1999, 2005/2006

## Skład na sezon 2017/2018
| Nr | Poz. | Piłkarz         |
| -- | ---- | --------------- |
| 1  | BR   | Jindřich Staněk |
| 2  | OB   | Lukáš Havel     |
| 4  | OB   | Jan Vondra      |
| 5  | OB   | Pavel Novák     |
| 7  | PO   | Erik Puchel     |
| 9  | PO   | Lukáš Pouček    |
| 10 | NA   | Ivo Táborský    |
| 11 | PO   | Patrik Čavoš    |
| 12 | PO   | Filip Hašek     |
| 14 | PO   | Roman Wermke    |

| Nr | Poz. | Piłkarz              |
| -- | ---- | -------------------- |
| 15 | PO   | Jakub Pařízek        |
| 16 | OB   | Michal Řezáč         |
| 17 | OB   | Jiří Kladrubský      |
| 18 | OB   | Milan Nitrianský     |
| 19 | PO   | Jakub Pešek          |
| 20 | PO   | Petr Javorek         |
| 23 | PO   | Adrián Čermák        |
| 25 | NA   | Lazar Sajčič         |
| 27 | NA   | Elvis Mashike Sukisa |
| 30 | BR   | Zdeněk Křížek        |

## Trenerzy klubu od 1989
| - Jiří Kotrba (1989–91) - Jindřich Dejmal (1992–93) - Pavel Tobiáš (sierpień 1993 – wrzesień 1997) - Zdeněk Procházka (1997–98) - František Cerman (1998) - Pavel Tobiáš (sierpień 1998 – Maj 2000) - Jindřich Dejmal (2000 – Marzec 01) - Milan Bokša (marzec 2001 – marzec 2002) - Pavel Tobiáš (marzec 2002 – październik 2004) - Robert Žák (październik 2004 – marzec 2005) - František Cipro (kwiecień 2005– sierpień 2007) | - František Straka (lipiec 2007 – czerwiec 2008) - Jan Kmoch (czerwiec 2008 – sierpień 2008) - Pavel Tobiáš (lipiec 2008 – sierpień 2010) - Jaroslav Šilhavý (wrzesień 2010 – czerwiec 2011) - Jiří Kotrba (lipiec 2011– wrzesień 2011) - František Cipro (wrzesień 2011– wrzesień 2012) - Miroslav Soukup (wrzesień 2012– luty 2013) - Pavol Švantner (luty 2013 – 2013) - Pavel Hoftych (2013) - Luboš Urban (2014–2015) - František Cipro (2015–) |